# روبرت باول براون
روبرت باول براون (بالإنجليزية: Robert Paul Brown)‏ هو لاعب كرة قاعدة أمريكي، ولد في 5 يوليو 1876، وتوفي في 17 يونيو 1962.